# 신한 (기업)
주식회사 신한은 대한민국의 종합건설업체이다. 1968년 <신한기공건설>로 설립하여 1991년 12월에 <신한>으로 상호를 변경하였다. 아파트 건설, 비료화학플랜트 공사, 도로 공사, 교량 공사, 철도 공사, 가스배관 공사, 하수처리 공사, 아파트 분양, 상가 분양 등을 취급했다.